# Піфілологія
Піфілологія включає створення та використання мнемонічних технік для запам'ятовування багатьох цифр математичної константи π. Слово є грою самого слова «пі» та лінгвістичної галузі філології. Для математичних розрахунків достатньо знати 10-15 знаків числа Пі після коми — 3.141592653589793, тому практичної користі з цього методу немає. Для мнемоністів, що освоюють техніки запам'ятовування чисел, число Пі є одним із навчальних завдань для тренування пам'яті.
Існує багато способів запам’ятати π, у тому числі використання piems (слово, що утворене поєднанням pi та poem), що є віршами, та які відображають π таким чином, що довжина кожного слова (літери) представляє цифру. Ось приклад: «Now I need a drink, alcoholic of course, after the heavy lectures involving quantum mechanics.». Зверніть увагу, що перше слово має три літери, друге слово — одну, третє — чотири, четверте — одну, п’яте — п’ять і так далі. У довших прикладах 10-літерні слова використовуються для представлення цифри нуль, і це правило розширено для опрацювання повторюваних цифр у так званій письмовій формі Pilish. Цим способом в оповіданні «Cadaeic Cadenza» записані перші 3834 цифри π, і відповідно до цього було написано роман на 10 000 слів Not A Wake.
Україномовний вірш Володимира Денисенка, вміщений у книжці Василенка О.О. "Жінки й Математика. Серенада Математиці-4", дозволяє визначити десяток знаків числа Пі після коми:
Пам'ятаймо Пі
Знайдем кола довжину, потому — 
Довжину діаметра у ньому.
Поділивши першу на останню, 
Дістаєм число фундаментальне.
Скільки б раз його не визначали, 
Для всіх кіл величина ця стала.
Її назва — Пі. Існує спосіб, 
Щоб її закарбувать назовсім.
Слід лише запам'ятати фразу,
І по ній число знайти відразу:
“Вже я можу, і немає перешкоди,
Пі узнати цифри при нагоді”.
Кількість літер всіх, де кожне слово
Замініть на цифри поступово, 
Після першої хай стане кома,
І тепер константа вам відома.
Однак вірші виявилися неефективними для запам'ятовування великих значень π. Інші методи включають запам’ятовування шаблонів у числах (наприклад, рік 1971 з’являється в перших п’ятдесяти цифрах π) і метод локусів (який використовувався для запам’ятовування π до 67 890 цифр).

В останні десятиліття спостерігається сплеск рекордної кількості запам’ятовуваних цифр.

До 20-го століття кількість цифр числа Пі, яку математики мали змогу обчислити вручну, обчислювалася сотнями, тому можна було запам’ятати всі відомі на той час цифри. У 1949 році використали комп’ютер для обчислення π до 2000 знаків, що надало одну з перших можливостей для складнішого завдання.
Пізніше комп’ютери обчислили число Пі до надзвичайної кількості цифр (2,7 трильйона станом на серпень 2010 року), і люди почали запам’ятовувати все більше та більше знаків. З середини 1990-х років було встановлено світовий рекорд із кількості запам’ятовуваних цифр і станом на жовтень 2006 року він становив 100 000.  Попередній рекорд (83 431) був встановлений тією ж людиною (Акіра Харагучі) 2 липня 2005 року , а попередній рекорд (42 195) належав Хіроюкі Ґото. Одна з установ у Німеччині надає подробиці «світового рейтингу Пі».

## Приклад запам'ятовування 100 знаків числа Пі
Один з найбільш ефективних способів запам'ятовування числа Пі, — це основна мнемонічна система, де окремі числа переводять у фонетичні звуки. Комбінація цих звуків створює слово, яке потім може бути переведено назад у числа. У поєднанні з методом локусів це стає дуже потужним інструментом запам’ятовування.
Щоб запам’ятати великі обсяги інформації ще в античності використовували «палац пам’яті». Для цього уважно оглядали вже знайоме місце — своє помешкання, кімнату, палац або театр. За годинниковою стрілкою, зверху-вниз, або справа-наліво наживо та подумки обходили та виявляли 15-20 найбільших предметів чи деталей інтер’єру які впадають в очі. Наприклад це можуть бути — двері, ліжко, вікно ... Список слів які необхідно було запам'ятати поміщали на відповідне місце в цій кімнаті. При цьому складали фантастичну історію, щоб асоціація була сильною і щоб швидко можна було пригадати. Якщо образів більше ніж предметів у кімнаті, то кожний предмет розділяли на потрібну кількість частин — дві, три, п’ять і таким чином 20 х 5 давало можливість запам’ятати 100 слів.
Щоб запам'ятати усі 100 знаків числа Пі, необхідно розбити числовий ряд на двозначні числа та перевести їх в слова-образи цифро-буквеного коду, які легко запам’ятати, і з яких створюють короткі фантастичні історії та розміщують в уявній кам’яній споруді у вигляді грецької літери π.
Перші 100 цифр після крапки такі: 3. 14 15 92 65 35 89 79 32 38 46 26 43 38 32 79 50 28 84 19 71 69 39 93 75 10 58 20 97 49 44 59 23 07 81 64 06 28 62 08 99 86 28 03 48 25 34 21 17 06 79…
Для перетворення чисел в слова використовується цифро-буквений код:
| 0 — С | 1 — Л | 2 — г | 3 — М | 4/Ч — Н |
| ----- | ----- | ----- | ----- | ------- |
| 5 — П | 6 — б | 7 — Т | 8 — В | 9 — д   |

та відповідно підібрані слова в яких перші дві приголосні відповідають цифрам числа Пі:

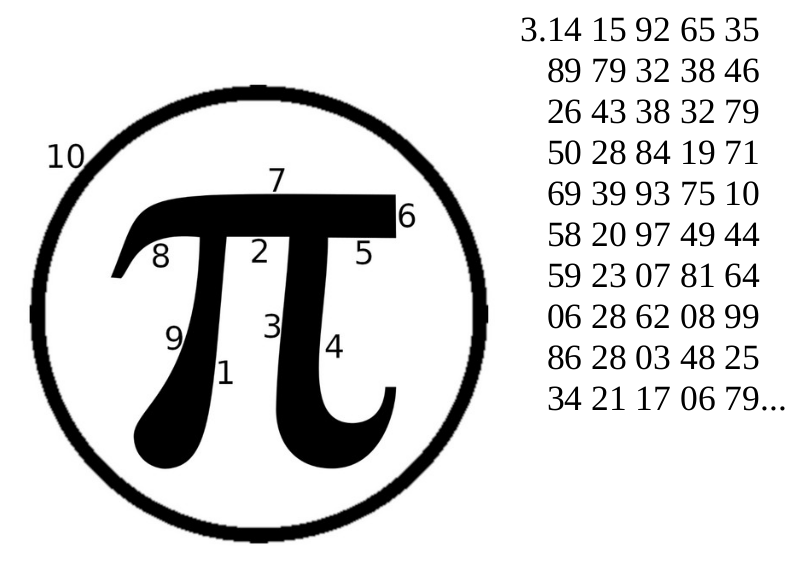
Ілюстрація техніки "Палац пам'яті" для запам'ятовування 100 знаків числа Пі

1) 14 лань → 15 лапа→ 92 дуга(райдуга) → 65 біп(машина) → 35 мопед
2) 89 вода→ 79 тедді→ 32 маг→ 38 мяв(кішка)→ 46 небо
3) 26 губи→ 43 немо(капітан або рибка)→ 38 мяв→ 32 маг→ 79 тедді
4) 50 пояс→ 28 гав(собака)→ 84 вино→ 19 лід→ 71 тальк
5) 69 будда→ 39 мед→ 93 дім→ 75 тополя→ 10 ліс
6) 58 пава→ 20 гуси→ 97 діти→ 49 надра→ 44 няня
7) 59 пуд(гиря)→ 23 гамак→ 07 сито→ 81 вила→ 64 баня
8) 06 собор→ 28 гав→ 62 біг→ 08 сова→ 99 дід
9) 86 веб-камера→ 28 гав→ 03 сом→ 48 нива→ 25 гепард
10) 34 мона-ліза→ 21 гол→ 17 лати→ 06 собор→ 79 тедді
«Палацом пам’яті» в цьому випадку буде уявна будівля у формі грецької літери π, що зображена на ілюстрації. На кожній зі стін, що пронумеровані від 1 до 10, в уяві необхідно розмістити картину, графіті чи скульптуру ключового слова кожної п’ятірки.
Наприклад, якщо перше слово «лань», тому візуалізується картина з ланню на стіні №1. Потім вигадується фантастична історія із наступними 4-ма словами, наприклад: «бігла лань і тут її хапає чиясь лапа та поміщає на рай-дугу, вона по ній прогулюється і чує як їй біп-кає машина, щоб дала дорогу, а вона сідає на мопед і мчить вперед». Абсурдні історії запам’ятовуються надовго, щоб пізніше за ключовими словами легко відтворити всі цифри. Потім переходять до стіни під номером №2 візуалізують картину з «водою» та складають історію з новою п’ятіркою слів і так далі з рештою  списків зі словами. Десятої стіни немає, тому довкола можна візуалізувати зелений живопліт.
Комбінація методів мнемоніки, таких яка «палац пам’яті», асоціативні ланцюги та фонетична система, дає можливість ефективно закодувати, запам'ятати та відтворити навіть через довгі проміжки часу великий обсяг числової інформації.

## Читайте також
- Мнемоніка
- Палац пам'яті
- Асоціативний ланцюг
- Основна мнемонічна система

## Зовнішні посилання
- Світовий рейтинг Pi
- Інструменти для Piphilologist [Архівовано 2011-12-03 у Wayback Machine.]
- Колекція мнемонічних засобів
- Гра слів Mathworld Pi
- Hatzipolakis Pi Philology v. 9.5